# سیاه‌مرغ بال‌زرد
سیاه‌مرغ بال‌زرد (نام علمی: Agelasticus thilius) نام یک گونه از تیره سیاه‌پره‌ایان است.